# Бородай, Алексей Сергеевич
Алексей Сергеевич Борода́й (28 июля 1947, село Бородаевка, Руднянский район, Сталинградская область (ныне Волгоградская) — 10 августа 2024) — космонавт-испытатель Государственного Краснознаменного научно-испытательного института ВВС (ГК НИИ ВВС) (12.02.1982), лётчик-испытатель 1-го класса (29.12.1983), полковник авиации (02.04.1985).

## Биография
Родился 28 июля (по документам 4 августа) 1947 года в селе Бородаевка Руднянского района Волгоградской области в семье механизатора колхоза «Россия» Бородай Сергея Максимовича и Бородай Марии Ивановны.
Окончив среднюю школу села Лемешкино Руднянского района Волгоградской области, с 1965 года работал на Волгоградской государственной гидроэлектростанции. В 1966 году прошёл подготовку в Волгоградском учебно-авиационном центре ДОСААФ. В итоге получил право пилотирования самолетов Як-18У и Л-29. После окончания Грозненского авиационного центра ДОСААФ, получил право пилотирования самолетов УТИ МиГ-15, МиГ-17.
В 1975 году поступил в Киевский институт инженеров гражданской авиации на заочное отделение. После перешёл на 2-й курс Московского авиационного института имени Серго Орджоникидзе, и с 1976 по 1981 года учился в филиале «Взлёт» в Ахтубинске по специальности «Самолетостроение». Окончив институт получил диплом «инженера-механика».
В 1976 году поступил на курс самолётного отделения Центра подготовки лётчиков-испытателей (ЦПЛИ) ВВС в Ахтубинске, который окончил в 1977 году получив квалификацию летчика-испытателя 3-го класса.
С июня 1977 года служил летчиком-испытателем, а затем старшим летчиком-испытателем в ГК НИИ ВВС имени В. П. Чкалова.

### Воинская служба
Добровольцем был зачислен в Качинский ВВАУЛ, служил в распоряжение командующего 16-й воздушной армией (ВА). С 1969 по 1972 год служил летчиком, старшим летчиком, командиром звена истребительного авиационного полка ВВС 16-й Гвардейской истребительной авиационной дивизии в составе группы Советских войск в Германии.
С 1972 года в разных должностях служил в 1 Отдельной дальневосточной воздушной армии (ОДВА) 16 ВА (командир звена, заместитель командира эскадрильи — штурман).

### Космическая подготовка
После того как в 1978 году Алексей Сергеевич был отобран в группу летчиков-испытателей ГК НИИ ВВС имени В. П. Чкалова для проведения атмосферных испытаний «Буран», он прошёл обследование в Центральном военном научно-исследовательском авиационном госпитале и получил положительное заключение Главной медицинской комиссии. 1 декабря 1978 года на заседании Государственной межведомственной комиссии был утвержден в качестве члена группы летчиков-испытателей.
С 1979 по 1989 год проходил в качестве слушателя-космонавта общекосмическую подготовку в Центре подготовки космонавтов имени Ю. А. Гагарина. Окончив подготовку вернулся в ГК НИИ ВВС в Ахтубинск. 12 февраля 1982 года на заседании Государственной межведомственной комиссии ему была присвоена квалификация «космонавт-испытатель».
С августа 1987 года служил в Чкаловском филиале Государственного НИИ ВВС в разных должностях. Участвовал в испытаниях полноразмерного самолёта-аналога космического корабля «Буран», предназначенного для наземных испытаний — БТС-002 ОК-ГЛИ. Выполнил на нём 6 полетов.
С 1990 по 1992 год в качестве командира экипажа готовился совместно с Иваном Ивановичем Бачуриным и Леонидом Константиновичем Каденюком к полету на космическом корабле «Союз ТМ-спасатель».
С 1992 по 1993 года исполнял обязанности начальника группы космонавтов ГК НИИ ВВС.
В 1993 году уволен в запас.
Умер 10 августа 2024 года в возрасте 77 лет. Похоронен на кладбище посёлка Свердловский Московской области.

### Воинское звание
- Младший лейтенант (1968.10.07);
- Лейтенант (1969.11.04);
- Старший лейтенант (1966.12.29);
- Капитан (1974.02.19);
- Майор (1977.08.10);
- Подполковник (1980.08.29);
- Полковник (1985.04.02), с 29 декабря 1993 года — в запасе.

## Награды
- Орден Красной Звезды;
- Орден «За службу Родине в Вооружённых Силах СССР» III степени;
- Медаль «60 лет Вооружённых Сил СССР»;
- Медаль «70 лет Вооруженных Сил СССР»;
- Медали «За безупречную службу» II и III степеней;
- Памятная медаль «50 лет космонавтике» (КПРФ, 2013)[5].